# 柳龍拳
柳龍拳（やなぎりゅうけん）は気功師、霊能者。「大東塾武道」総裁。元日蓮宗系僧侶。身長170cm、体重75kg。

## 武歴と流派
サハリンに1941年ごろ出生。
小林大竜より大東流合気道を学んだ。
北海道札幌市に自派の道場を開いている。
柳によれば大東流合気道は、武田惣角を中興の祖とする大東流合気柔術や、植芝盛平を開祖とする合気道とは発祥が異なり、武田信玄の家臣（影武者）であった大東久之助の直系武術だとされる。また柳姓は武田家直系の『姓』だと言う。
柳氏が武田姓ではないことや、家臣の武術を大名の子孫が受け継いたことになること等、不自然な点を指摘する向きもあるが、これについては、武田氏が後年居住していた伊勢神宮近辺の柳村に因んで改姓したこと、家臣と言っても（影武者という）異例の高い地位であったことを、説明としている。

## 活動
相手に触れることなく倒す
という映像を公開している。武術ならびにこの技を以って、多くの他流試合を経験し、200人以上と試合をするも完全無敗で現在に至っていると主張、ウェブサイトでも対戦者を募っていたが、公には後述する一試合のみが知られている。
気功師、霊能者としての顔も持ち、『不思議エネルギーの世界』誌にて、不思議研究所という民間団体の手に拠る物ながら、遠隔治療（電話を介しての気功治療）の実験もおこなった。
除霊、人生相談、ヨガ教室などもおこなっている。
2011年、TBSのバラエティ番組にてヴァンダレイ・シウバと相撲ルールで戦う予定であったが、シウバがケガによる棄権を申し出たため、代役として菊田早苗と対決を行った。結果は押し出しにより敗退。

## 他流試合

### 岩倉豪戦
- 柳は、ホームページにて他流試合の相手を募集し、異種格闘家の挑戦（PRIDE等の興行に出場を希望、ヒクソンに勝つ自信があると主張）も5万円で受けるとした。
- 2006年3月、金額を50万円、柳は敗戦返金に変更された。その後は敗戦返金は100万円が支払われるというよう記述に変わっていった。
- 10月6日、インターネット上の大手サイト探偵ファイルが、柳龍拳に挑戦する記事を掲載。柳は挑戦を受けることを表明した。ただし途中で対戦者変更などの軋轢がありながらも、探偵ファイル編集長に格闘技の指導をしていた[1]岩倉豪が抜擢され、11月26日に対戦することが決定する。（当初、岩倉は柳と探偵ファイルの揉め事を仲裁する立場だった[1]。）岩倉は当時36歳でフルコンタクト空手・ブラジリアン柔術の経験者、柳は当時65歳で合気によって戦うという、異色の他流試合に注目が集まった。この試合は目潰し・金的および粘膜への攻撃禁止、グローブやマウスピースを用いない、素手に素面のルールであった。試合当日、会場となった札幌の公共体育館、きたえーる武道場には、500を超える見物者が来場。入場制限により200名ほどが入れず、窓から観戦した。
- 実際に試合が開始されると1分ほどで決着がついた。開始数十秒で、柳は組まれぎわ口にパンチをもらい尻餅をつき口内で大量出血。立ちあがると、試合は続行。出血がひどい状態であったが、最後は顔に連打を喰らいうつ伏した。柳は歯を折り、救急車を呼ぶ騒ぎへと発展している。危険と感じた岩倉も駆け寄り救急車を呼ぶよう指示している試合映像 - YouTube。
- 試合後に決闘罪で逮捕の可能性もあることを現場にいた警察官が忠告するトラブルもあったが、試合の契約書を見せるなどして事なきを得る[1]。
- ホームページでは『警察が決闘罪による柳逮捕に向かっていると体育館側に言われたので、殴らせて負けるのが一番と考え実行した。』と主張[2]。
- 岩倉は、柳が武道の達人、また毒針などの凶器を忍ばせていることを想定したことで、自身は「柔術家」というプロフィールのみ伝え、短期決着となる戦法をとった[1]。